# Nová Ves, Rychnov nad Kněžnou
Nová Ves là một làng thuộc huyện Rychnov nad Kněžnou, vùng Královéhradecký, Cộng hòa Séc.